# Gorybia hirsutella
Gorybia hirsutella là một loài bọ cánh cứng trong họ Cerambycidae.